# Regionalwahl in der Lombardei 1975
Die Regionalwahl in der Lombardei 1975 fand am 15. und 16. Juni statt.

## Wahlergebnis
| Listen            | Listen                                        | Stimmen   | %    | Mandate |
| ----------------- | --------------------------------------------- | --------- | ---- | ------- |
|                   | Democrazia Cristiana                          | 2.182.347 | 37,5 | 32      |
|                   | Partito Comunista Italiano                    | 1.769.301 | 30,4 | 25      |
|                   | Partito Socialista Italiano                   | 818.168   | 14,1 | 11      |
|                   | Partito Socialista Democratico Italiano       | 300.973   | 5,2  | 3       |
|                   | Movimento Sociale Italiano – Destra Nazionale | 263.621   | 4,5  | 3       |
|                   | Partito Repubblicano Italiano                 | 179.508   | 3,1  | 2       |
|                   | Partito Liberale Italiano                     | 163.117   | 2,8  | 2       |
|                   | Democrazia Proletaria                         | 143.954   | 2,5  | 2       |
|                   | Unione Forze Democratiche                     | 1.452     | 0,0  | –       |
| Gesamt            | Gesamt                                        | 5.822.081 | 100  | 80      |
|                   |                                               |           |      |         |
| Ungültige Stimmen | Ungültige Stimmen                             | 217.896   | 3,6  |         |
| Wähler            | Wähler                                        | 6.039.977 | 95,0 |         |
| Wahlberechtigte   | Wahlberechtigte                               | 6.355.229 |      |         |